# Principiul tranzacțiilor pe picior de egalitate
Principiul tranzacțiilor pe picior de egalitate (engl. "arm's length principle", prescurtat ALP) reprezintă situația sau faptul că părțile unei tranzacții comerciale sau juridice sunt independente și se află în raport de egalitate. O astfel de tranzacție se numește „tranzacție pe picior de egalitate”. Ea este utilizată mai ales în contracte, pentru a le conferi valabilitate în fața legii chiar și atunci când părțile au interese comune (de exemplu angajator-angajat) sau sunt prea apropiate pentru a fi privite ca fiind independente (de exemplu, părțile au legături de familie).

## Exemple
Un exemplu simplu de tranzacție care nu este pe picior de egalitate îl reprezintă vânzarea proprietăților imobiliare între părinți și copii. Părinții pot dori să vândă proprietatea către copiii lor, la un preț care este sub cel al pieței, dar, ulterior, un tribunal poate declara o astfel de tranzacție ca fiind o donație (cadou) și nu o vânzare de bună credință (bona fide). Acest lucru poate avea implicații privitoare la impozite  și alte consecințe juridice. Pentru a evita o astfel de încadrare a tranzacției, părțile trebuie să dovedească că ea a fost perfectată exact în aceleași condiții în care s-ar fi făcut cu o terță parte oarecare. Acest lucru poate fi realizat, de exemplu, prin angajarea unui specialist independent, cum ar fi un evaluator sau un vânzător (broker), care să exprime opinia sa profesională cum că prețul de vânzare reflectă valoarea reală a proprietății.
Principiul tranzacțiilor pe picior de egalitate este frecvent invocat pentru a se evita influența excesivă (anormală) a autorităților guvernamentale asupra altor corpuri sociale, cum ar fi justiția, presa sau artele. De exemplu, în Marea Britanie, Consiliile Artistice (Arts Councils) acționează pe baza principiul tranzacțiilor pe picior de egalitate pentru a aloca fondurile primite de la guvern.
Organizația pentru Cooperare și Dezvoltare Economică (OCDE) a adoptat principiul în Articolul 9 al Convenției-Model a OCDE asupra Impozitelor, pentru a se asigura că prețurile de transfer utilizate între companiile aparținând aceleiași multinaționale sunt stabilite pe baza valorii reale de piață. În acest context, principiul înseamnă că prețurile sunt aceleași cu cele care ar fi fost utilizate dacă n-ar fi existat nici o relație între părți. Acest lucru este adesea privit ca o intenție de a evita devierea sistematică a profiturilor către țările care au impozitele cele mai mici; cu toate acestea, multe țări sunt îngrijorate și de prețurile ce nu respectă principiul tranzacțiilor pe picior de egalitate din neatenție, deviind profiturile către alte state (cu impozite mici sau mari). Principiul asigură cadrul legal prin care guvernele își asigură o cotă echilibrată de impozite, iar întreprinderile evită dubla impozitare a profiturilor lor.
La locul de muncă, administratorii tratează cazurile de disciplină în muncă și de concedieri conform principiului tranzacțiilor pe picior de egalitate folosind serviciile departamentului de resurse umane, dacă compania posedă așa ceva. În asemenea cazuri, concedierile și măsurile disciplinare trebuie tratate de către persoane care au calificarea să facă asta cu deplina respectare a legii. Acest lucru este menit să îl protejeze pe angajator de eventualele acțiuni juridice pe care angajații le-ar putea declanșa în cazul în care se poate demonstra că măsura disciplinară sau concedierea nu s-a aplicat cu respectarea prevederilor legii muncii. În cazul angajaților din firmele unde există sindicate, liderii sindicali pot reprezenta interesele angajatului, în timp ce departamentul de resurse umane reprezintă interesele angajatorului; astfel, ambele părți se găsesc într-un raport de putere echitabil și își pot rezolva problemele fără a recurge la justiție, prin negocieri informale sau simple plângeri, economisind timp și bani. În acest caz de conflict de muncă, principiului tranzacțiilor pe picior de egalitate se manifestă prin aceea că atât angajatorul, cât și angajatul sunt reprezentați de către un jurist calificat.